# T. Harry Williams
Pour les articles homonymes, voir Williams.
Thomas Harry Williams dit T. Harry Williams (né le 19 mai 1909 dans le Vinegar Hill Township et mort le 6 juillet 1979 à Baton Rouge) est un historien américain.
Enseignant à l'université d'État de Louisiane de Baton Rouge de 1941 à 1979, il est notamment connu pour ses études sur la guerre de Sécession, Lincoln and His Generals (1952), et la biographie de l'homme politique Huey Pierce Long Huey Long (1969). Ce dernier ouvrage est doublement lauréat en 1970 du National Book Award dans la catégorie « Histoire et Biographie » et du prix Pulitzer de la biographie ou de l'autobiographie.